# Charles Rogers (giocatore di football americano)
Charles Rogers (Saginaw, 23 maggio 1981 – Fort Myers, 11 novembre 2019) è stato un giocatore di football americano statunitense che ha giocato nel ruolo di wide receiver nella National Football League (NFL). Fu scelto nel corso del primo giro (2º assoluto) del Draft NFL 2003 dai Detroit Lions. Al college giocò a football alla Michigan State University
È scomparso nel 2019 all'età di 38 anni per insufficienza epatica, per la quale era in attesa di un trapianto di fegato.

## Carriera
Rogers fu scelto come secondo assoluto dai Detroit Lions nel Draft 2003. Ricevette 22 passaggi per 243 yard e tre touchdown nelle prime cinque gare della stagione 2003, prima di rompersi una caviglia e perdere tutto il resto della stagione. Nella terza giocata della stagione 2004 contro i Chicago Bears, Rogers si ruppe nuovamente la clavicola perdendo ancora tutta l'annata. Fu così sconvolto da questo secondo infortunio che i Lions gli permisero di rimanere a casa per tutto il resto della stagione. Anni dopo, il general manager dei Lions Matt Millen affermò che fu un errore permettere a Rogers di restarsene così a lungo lontano dalla squadra per tutto quel periodo di tempo.
Nella stagione 2005, Rogers fu sospeso per quattro partite dopo essere stato trovato positivo per la terza volta ai test antidoping, venendo costretto a restituire ai Lions 10 dei 14,2 milioni di dollari ricevuti in bonus. Tornato disponibile, ricevette 197 yard e un touchdown. A fine anno fu svincolato, terminando la sua esperienza da professionista. Nel 2008, ESPN lo ha nominato la quinta peggiore scelta nel draft di tutti i tempi.

## Vita personale
Rogers era padre di otto figli avuti da quattro donne diverse. Due dei suoi figli nacquero prima che lui si diplomasse al liceo. Nell'aprile 2017, Rogers risiedeva a Fort Myers, in Florida, e lavorava presso un'officina di riparazione auto.

### Questioni legali
Durante gli anni del college, Rogers risultò positivo alla marijuana due volte e, durante un'attività di scouting, nel suo organismo si era formata un'eccessiva quantità di acqua. Per alcune ragioni sconosciute, le sue azioni alla leva non sono crollate. Rogers ha continuato a usare marijuana dopo aver subito un infortunio alla clavicola nel 2004, che preannunciava una sospensione nel 2005. Durante un'intervista del 2009, Rogers confessò di aver avuto difficoltà ad adattarsi alla vita dopo il football.
Nel settembre 2008, Rogers venne arrestato per aggressione e percosse. La vittima è stata identificata come Naija Washington, all'epoca fidanzata di Rodgers, e le accuse sono state successivamente ritirate. Rogers venne messo in libertà vigilata e gli fu ordinato di astenersi dal possedere qualsiasi droga. Successivamente, Rogers violò le condizioni della libertà vigilata e fu mandato in prigione nel marzo 2009.
Il 16 settembre 2009, Rogers venne arrestato a Novi, nel Michigan, per guida sotto l'effetto di alcol dopo che la polizia lo trovò addormentato al volante all'interno dell'auto. Il 5 gennaio 2010, Rogers venne nuovamente arrestato a Novi dopo essere stato trovato svenuto a causa di un eccesso di alcol in una discoteca, il che costituiva una violazione di un ordine del tribunale sulla sobrietà. Due giorni dopo venne condannato a 93 giorni di prigione.

## Morte
L'11 novembre 2019 Rogers è morto a Fort Myers, in Florida. Aveva 38 anni. Gli era stato diagnosticato un cancro e aveva bisogno di un trapianto di fegato.

## Statistiche
| Partite totali      | 15  |
| Partite da titolare | 9   |
| Ricezioni           | 36  |
| Yard ricevute       | 440 |
| Touchdown           | 4   |